# White Defence League

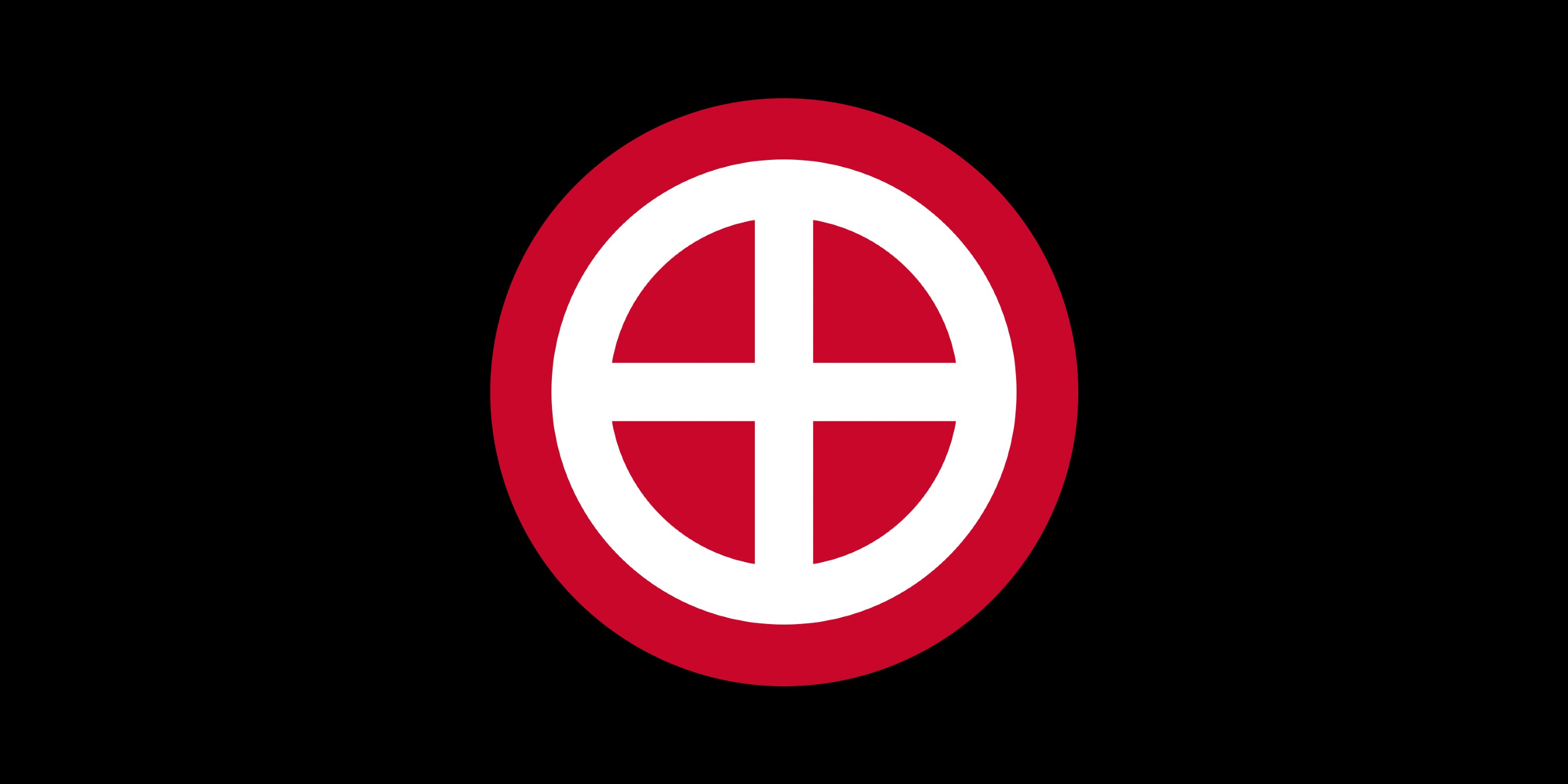
L'emblema della White Defence League

La White Defence League (in italiano: Lega della difesa bianca) è stato un partito politico britannico di ispirazione neonazista esistito dal 1957 al 1960.

## Fondazione
La White Defence League (WDL) ebbe origine dalla decisione del politico e attivista Colin Jordan di separarsi dalla League of Empire Loyalists nel 1957. Jordan voleva che nello statuto della LEL fosse inserito il divieto di ammettere ebrei e persone non bianche, ma la proposta fu respinta dal leader A.K. Chesterton, a causa dei legami del gruppo con il Partito Conservatore. Jordan propose anche la creazione di un partito di massa, ma anche questa idea fu bocciata per le stesse ragioni legate ai rapporti con i conservatori.
In quel periodo Jordan era inoltre vicino alla Britons Publishing Society e sia la WDL che questa casa editrice operavano nella Arnold Leese House, nome dato alla casa al n. 74 di Princedale Road a Londra, appartenuta al defunto leader della Lega Fascista Imperiale, Arnold Leese (1878-1956). La vedova di Leese, Mary, permise a Jordan di usarla come base operativa e fornì anche la maggior parte dei finanziamenti del gruppo. Grazie a questa sede, la WDL poté pubblicare fin dalla fondazione il proprio periodico, Black and White News, che raggiunse una tiratura di circa 800 copie, con un’impostazione fortemente anti-immigrazione. Nel 1959 apparve un’ulteriore testata della WDL, The Nationalist, con un’attenzione ancora più marcata all’antisemitismo e alla promozione della cosiddetta “purezza razziale”.

## Ideologia
A differenza della League of Empire Loyalists, che poneva l’accento sull’identità e il patriottismo britannico, la WDL mostrava apertamente ammirazione per Adolf Hitler e il nazismo e cercava di prendere le distanze dal conservatorismo della LEL e di instaurare legami con gruppi affini nell’Europa continentale. Le pubblicazioni del partito divennero rapidamente note per il loro linguaggio intriso di un violento odio razziale. L’antisemitismo era la sua convinzione centrale; la WDL individuava negli ebrei il principale “gruppo esterno nemico” ma allo stesso tempo enfatizzava un forte discorso anti-immigrazione. Tuttavia, la WDL è stata messa a confronto col Union Movement, un gruppo contemporaneo guidato da Oswald Mosley dopo la BUF, poiché, mentre il Movimento Unito possedeva un’ideologia coerente che mirava a rimodellare il concetto di fascismo precedente alla Seconda guerra mondiale, la WDL era votata ad un "crudele" razzismo e aveva un programma politico molto meno sviluppato. Lo studioso svizzero Hans-Georg Betz ha ritenuto la WDL come parte di una tendenza all’interno dell’estremismo fascista britannico di arrivare a un neonazismo “recidivo o radicale” come nucleo ideologico, piuttosto che al populismo tipico dei partiti di protesta scandinavi o ibrido che fondeva elementi del fascismo con il populismo come il Front National in Francia.

## Attività
La WDL acquisì notorietà dopo che membri del gruppo furono ampiamente citati dalla stampa per aver preso parte ai disordini razziali di Notting Hill del 1958. Quell’estate, la WDL organizzò comizi ogni sera nei quartieri abitati da immigrati. Il 17 maggio 1959 l’immigrato antiguano Kelso Cochrane fu assassinato, e l’opinione diffusa tra la comunità nera locale suggeriva che la WDL fosse responsabile, anche se alla fine nessuno fu arrestato per l’omicidio. Come il movimento di Mosley, anch’esso attivo nella zona, la WDL collaborava con bande di Teddy boys razzisti che molestavano e attaccavano i neri del quartiere. In effetti, nei giorni precedenti ai disordini, seguaci di Mosley e della WDL si erano introdotti nei quartieri degli immigrati per dedicarsi a quella che chiamavano “caccia al negro”.
Nel 1959, la WDL iniziò a collaborare con il National Labour Party, un gruppo guidato da un altro dissidente ex LEL, John Bean, anch’esso attivo a Notting Hill. La WDL aiutò il gruppo di Bean nelle campagne elettorali, e i due movimenti tennero un comizio congiunto chiamato “Stop the Coloured Invasion” (“Fermare l'invasione degli immigrati di colore”) a Trafalgar Square nel maggio 1959, con striscioni che recitavano “Keep Britain White” (“Mantieni la Gran Bretagna bianca”). Alcuni manifestanti indossavano bracciali con il simbolo della WDL: una ruota solare bianca all’interno di un cerchio rosso su sfondo blu scuro. Jordan, che aveva sviluppato una rete di contatti internazionali attraverso la rivista The Nationalist, impressionò Bean e nel febbraio 1960 la WDL confluì con il National Labour Party nel British National Party, che avrebbe avuto sede presso la casa di Arnold Leese.